# Canterbury Association

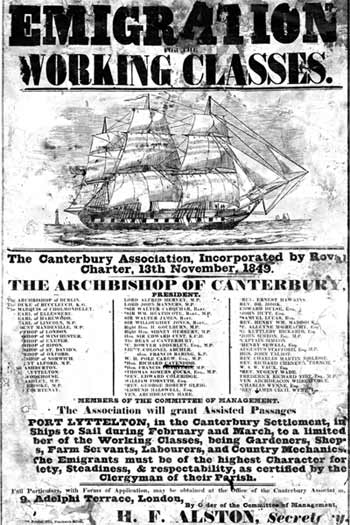
Anzeige der Canterbury Association, an die Arbeiterklasse adressiert

Die Canterbury Association war eine von Mitgliedern des britischen Parlaments, dem britischen Hochadel und der anglikanischen Kirche getragene Vereinigung, die zu dem Zweck gegründet wurde, Mitte des 19. Jahrhunderts ein größeres Siedlungsvorhaben in der damaligen britischen Kolonie Neuseeland zu organisieren.

## Geschichte
Basierend auf den Ideen des Kolonisierungstheoretikers Edward Gibbon Wakefield formte sich Anfang 1848 in England eine weitere Gruppe von einflussreichen Leuten aus Politik, Adel und Kirche, angeführt vom Erzbischof von Canterbury, John Bird Sumner, um ein weiteres Siedlungsprojekt in Neuseeland auf den Weg zu bringen. Zuvor hatte schon die 1839 neu geformte New Zealand Company Siedlungen in Wellington (1840), Wanganui (1840), New Plymouth (1841) und Nelson (1842) gegründet. Der Wunsch der Herren, ein Siedlungsvorhaben unter dem Namen Canterbury auf der Nordinsel der Kolonie Neuseeland zu realisieren, führte am 27. März 1848 dazu die Canterbury Association zu gründen. Über die Royal Charter wurde die Vereinigung am 13. November 1849 offiziell registriert.

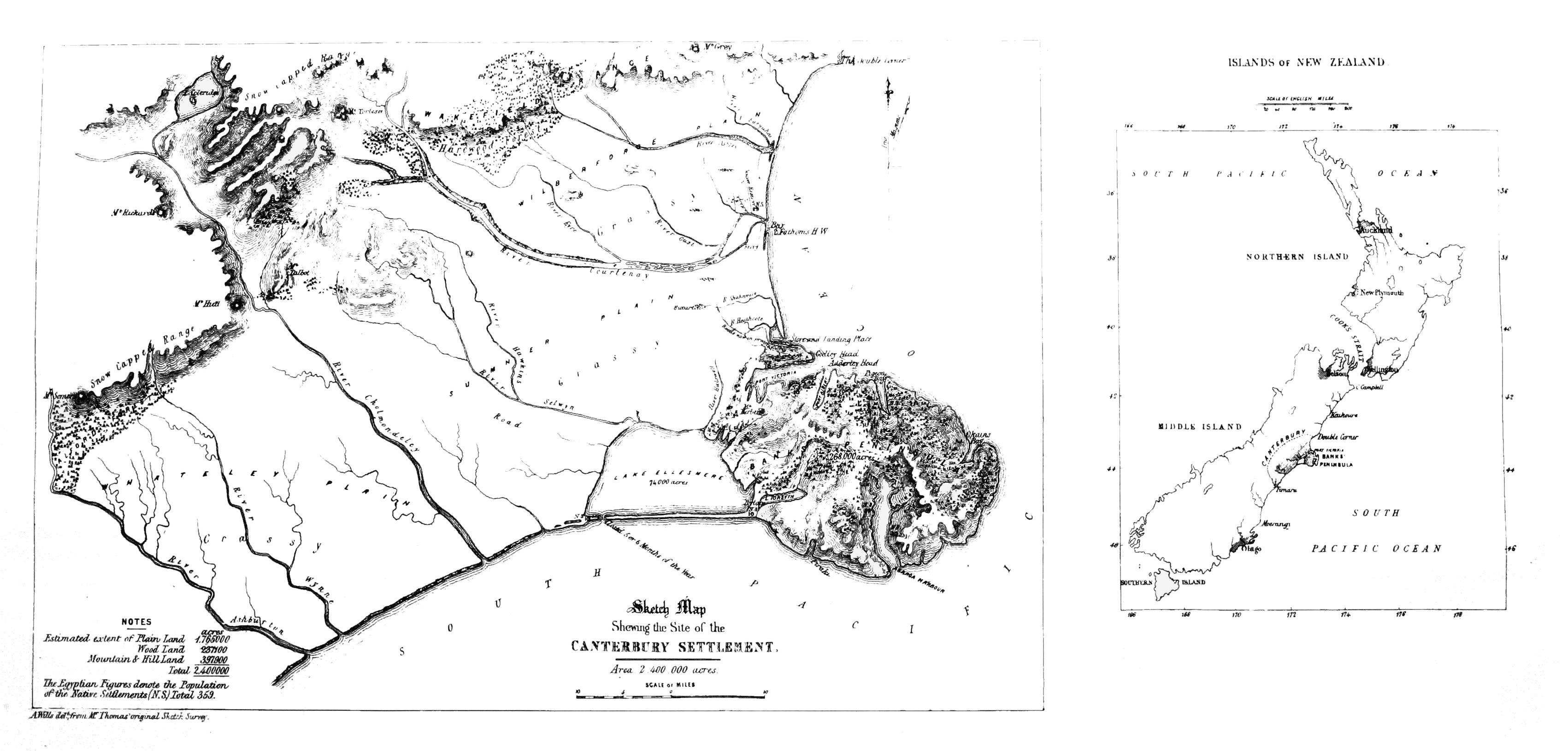
Karte einer Veröffentlichung der Canterbury Association aus dem Jahr 1850

Treibende Kraft bei dem Siedlungsvorhaben war Wakefield, unterstützt von dem Juristen und Kolonialisten John Robert Godley. Im Mai 1848 wurde dann der Kapitän und Landvermesser Joseph Thomas, der schon Anerkennung durch seine Arbeiten bei der New Zealand Company erworben hatte, nach Neuseeland geschickt, um für das Siedlungsvorhaben Canterbury geeignetes Land zu finden. Der damalige Gouverneur George Edward Grey bot der Canterbury Association die Wairarapa-Region für das Siedlungsprojekt an. Doch Thomas war damit nicht zufrieden, hatte er doch gehört, dass auf der Südinsel im Hinterland der Banks Peninsula vielversprechenderes Land zu finden war. Er segelte nach Süden und fand in Port Cooper (Lyttelton) und weiter landeinwärts was er suchte. Zurück in London, berichtete er der Canterbury Association, die daraufhin mit der Werbung und der Organisation des Siedlungsprojekts begann. Wakefield, der nicht selbst nach Neuseeland reisen wollte, überredete Godley die Führung des Projekts zu übernehmen.
Godley segelte im November 1849 nach Neuseeland, um das Eintreffen der Siedler vorbereiten zu können. Am 3. Januar 1850 wurde dann der Kauf von 2½ Millionen Acre Land durch die Canterbury Association genehmigt. Danach begann man mit der Anwerbung von Siedlern und bereitete die ersten vier Schiffe für die Überfahrt vor, die Randolph, die Cressy, die Sir George Seymour und die Charlotte Jane. Nach einem Abschiedsbankett, dass am 30. Juli 1850 unter königlicher Beteiligung stattfand, verließen die vier Schiffe im September 1850 über Plymouth das Heimatland.
Am 16. Dezember 1850 erreichte das erste Schiff, die Charlotte Jane unter der Führung des Kolonialisten und späteren Politiker James FitzGerald den Hafen von Port Cooper. Insgesamt erreichten mit den vier ersten Schiffen rund 800 Siedler das neue Land, das sie fortan Canterbury nannten. Godley ging im Dezember 1852 zurück nach England und FitzGerald wurde 1853 als Superintendenten für Canterbury der politische Führer der Provinz. 1853 kam die Canterbury Association in finanzielle Schwierigkeiten und wurde schließlich aufgelöst.

## Einzelnachweise

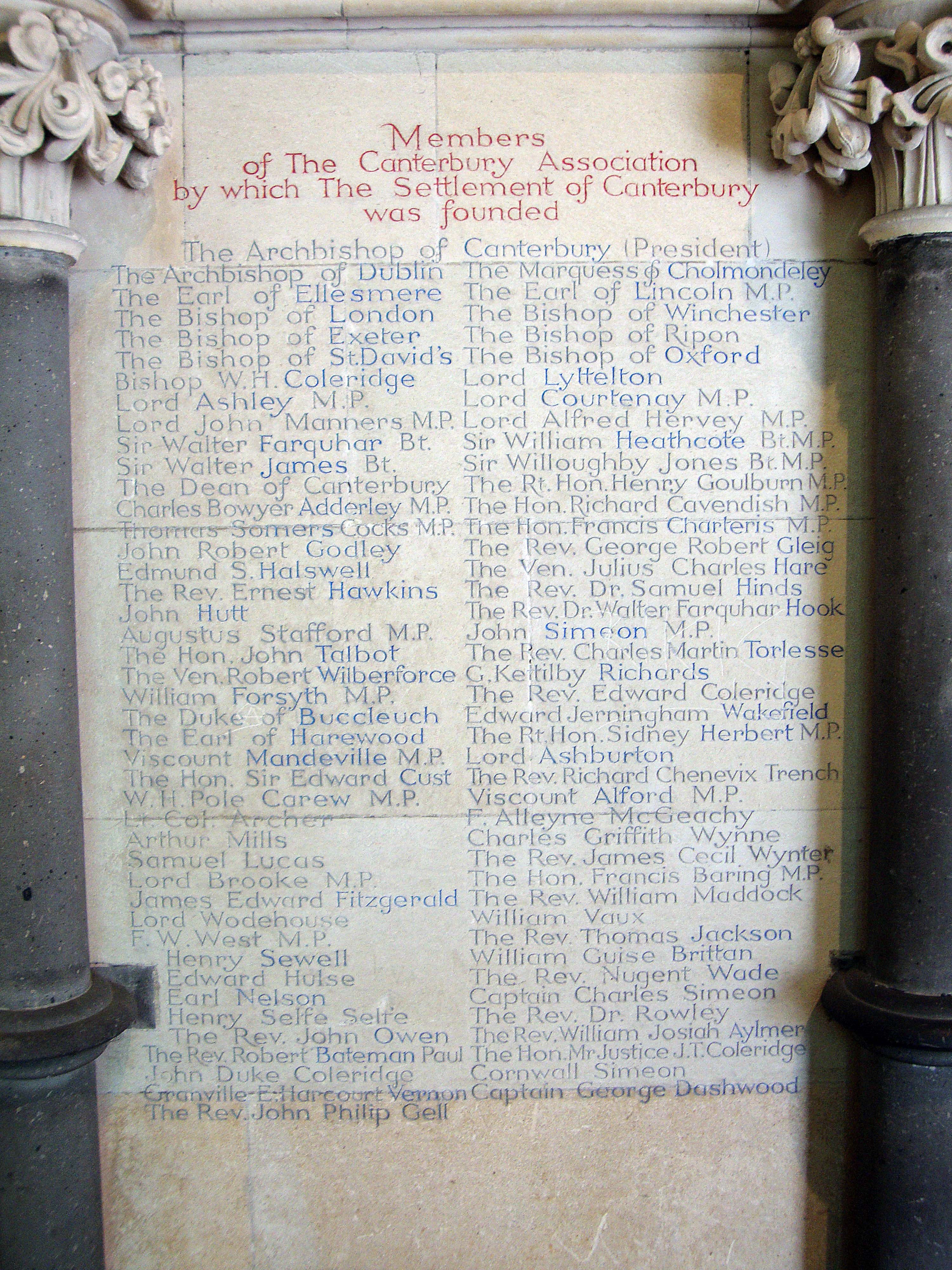
Mitglieder der Canterbury Association, die das Siedlungsvorhaben aktiv unterstützten (Gedenkstein in der ChristChurch Cathedral).
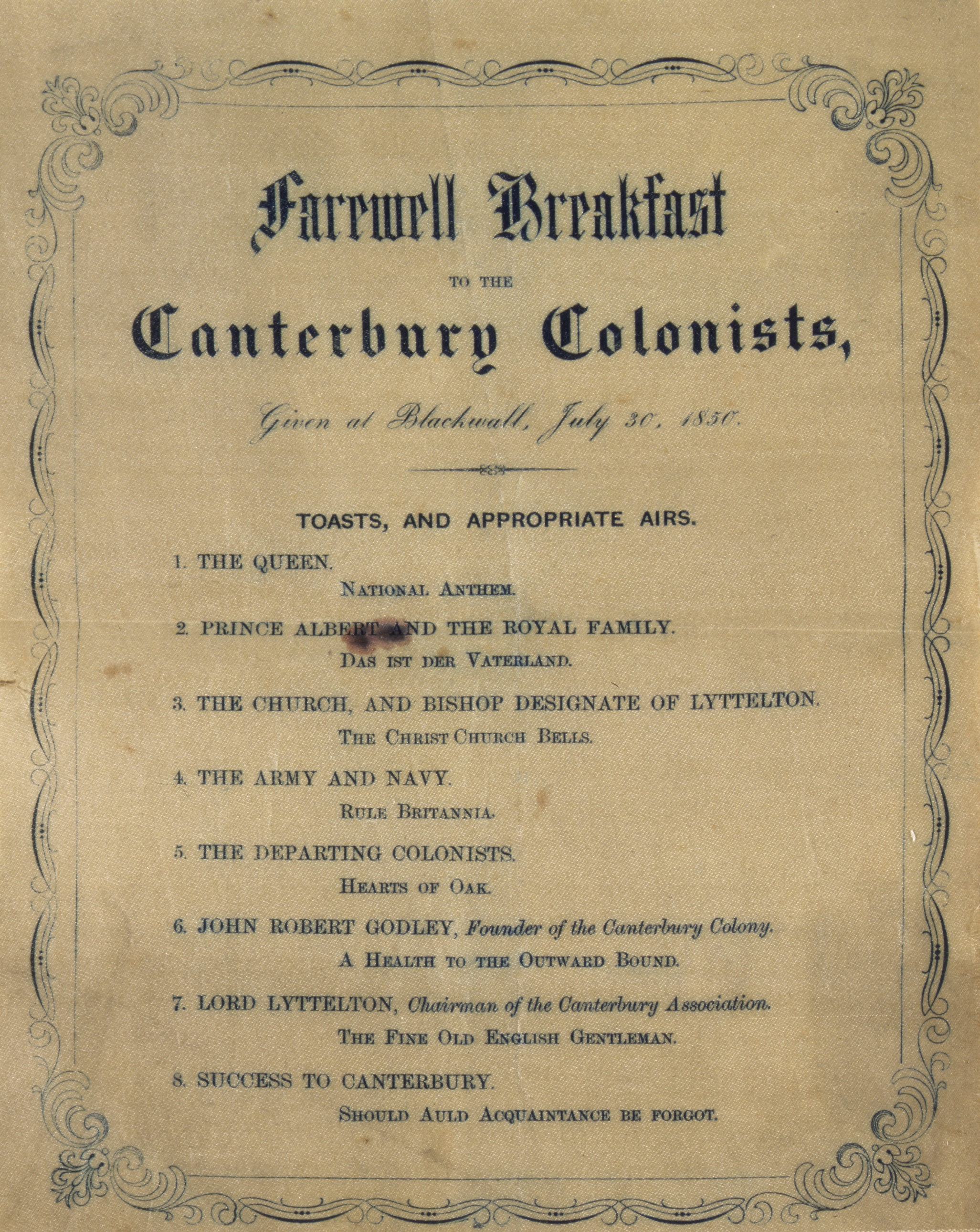
Trinkspruchliste des AbschiedsBanketts vom 30. Juli 1850